# Red Lake (Arizona)
Pour les articles homonymes, voir Red Lake.
Red Lake est une census-designated place du comté de Coconino, dans l'État de l'Arizona, aux États-Unis. En 2020, elle compte une population de 1 680 habitants.